# Człowiek prezydenta 2: Punkt zero
Człowiek prezydenta 2: Punkt zero (ang. The President's Man: A Line in the Sand lub The President's Man: Ground Zero) – film fabularny produkcji amerykańskiej z 2002 roku. Telewizyjny sequel filmu Człowiek prezydenta (2000).

## Opis fabuły
W Stanach Zjednoczonych dochodzi do licznych ataków terrorystycznych. Teraz islamscy przestępcy dowodzeni przez Abdula Rashida (Joel Swetow) zamierzają zdetonować na terenie kraju bombę atomową. Na polecenie prezydenta Adama Mayfielda (Robert Urich) misji powstrzymania szaleńca w Afganistanie podejmuje się troje dzielnych agentów: profesor Joshua McCord (Chuck Norris), obecnie ekspert od spraw Dalekiego Wschodu na Uniwersytecie w Dallas, były komandos Deke Slater (Judson Mills) oraz Que (Jennifer Tung), córka McCorda.

## Obsada
- Chuck Norris jako agent Joshua McCord
- Judson Mills jako Deke Slater
- Jennifer Tung jako Que McCord
- Roxanne Hart jako Lydia Mayfield
- Joel Swetow jako Fadhal Rashid
- Ali Afshar jako Abir Rashid
- Thom Barry jako generał Warren Gates
- Bruce Nozick jako Phillip Kaznar
- Maz Jobrani jako Ali Faisal
- Dameon Clarke jako Andy Shelby
- Philip Casnoff jako Jack Stanton
- Robert Urich jako prezydent Adam Mayfield